# Keleti gyertyán
A keleti gyertyán (Carpinus orientalis) a bükkfavirágúak (Fagales) rendjébe, ezen belül a nyírfafélék (Betulaceae) családjába tartozó védett reliktum faj.

## Előfordulása
Délkelet-Európában és Délnyugat-Ázsiában fordul elő, forró, száraz élőhelyeken, általában a közönséges gyertyánnál alacsonyabb tengerszint feletti magasságon. Főként mérsékelt éghajlatú területeken, a cserszömörcés karsztbokorerdőkben nő. A kaukázusi babérlombú erdők egyik meghatározó fafaja. Hazánkban egyetlen helyen: a Vértesben, a Haraszthegyi tanösvényen fordul elő; nagyobb termőhelyen hozzánk legközelebb az Al-Dunánál, valamint a Tarcal-hegységben él – délebbre az egész Balkánon tömeges. Az adriai tengerpart karsztbokorerdeinek elmaradhatatlan fája. Feltételezhető, hogy ez a jelenleg szubmediterrán, kelet-balkáni elterjedésű, alacsony termetű fafaj Csákvár környéki termőhelyén a kainozoikumi eljegesedés előtti, a jelenleginél melegebb klímájú idők tanúja, jégkorszak előtti reliktum. A meredek déli lejtők, a kedvező helyi feltételeket nyújtó völgyek még a zord jégkorszakban is menedéket nyújthattak néhány melegigényes fajnak, így a keleti gyertyánnak is.

## Alfajai
- Carpinus orientalis subsp. macrocarpa (Willk.) Browicz
- Carpinus orientalis subsp. orientalis Mill.

## Megjelenése
Lombhullató fa. Virágzata barkavirágzat, április-májusban virágzik. Termése kupaccsal körülvett makk. Az Európában elterjedtebb közönséges gyertyánnál kisebb méretű fa, a 10 métert ritkán haladja meg, gyakran cserjeszerű. Levelei csak 3–6 centiméter hosszúak, bennük sűrűn helyezkednek el az oldalerek. Egyetlen osztatlan, kb. 2 centiméteres, háromszögletű, fűrészes szélű kupacslevele van (a közönséges gyertyáné ép szélű, de háromkaréjú).